# 2021-es terrortámadás a Kabuli nemzetközi repülőtéren
A 2021-es terrortámadás a Kabuli nemzetközi repülőtéren 2021. augusztus 26-án történt, helyi idő szerint 17:50-kor (13:20 UTC), az afganisztáni evakuációk közben a Kabuli nemzetközi repülőtér Abbey kapujának közelében, Kabulban, Afganisztánban. Legalább 170-en elhunytak a támadásban, amelyből legalább 13-an az amerikai hadsereg tagjai voltak.
A tálib kormány, az ENSZ és az Európai Bizottság elítélte a támadást, míg Joe Biden amerikai elnök azt nyilatkozta, hogy le fogják vadászni az elkövetőket.

## Háttér
Miután Afganisztán tálib kézre került 2021. augusztus 15-én, a Kabuli nemzetközi repülőtér lett az egyetlen biztonságos út, amelyen ki lehetett jutni az országból. Egyre növekedtek a biztonsági kérdések a reptérrel kapcsolatban, miután az Iraki és Levantei Iszlám Állam Koraszán tartományban (ISIS-K) tagjai országszerte kimenekültek börtönökből. Órákkal a támadás előtt amerikai diplomaták Kabulban felszólították az amerikai állampolgárokat, hogy hagyják el a repteret a lehetséges veszély miatt. A brit miniszter, James Heappey, illetve az ausztrál nagykövetség szintén felhívta a figyelmet a veszélyre.

## Támadás
A 2021-es evakuáció következtében helyi és külföldi civilek serege özönlött a reptérre. Az Abbey kapunál, amely a reptér egyik fő kapuja, egy öngyilkos merénylő felrobbantott egy bombát. A robbantás után lövöldözés kezdődött és a reptér összes kapuját lezárták.

## Áldozatok

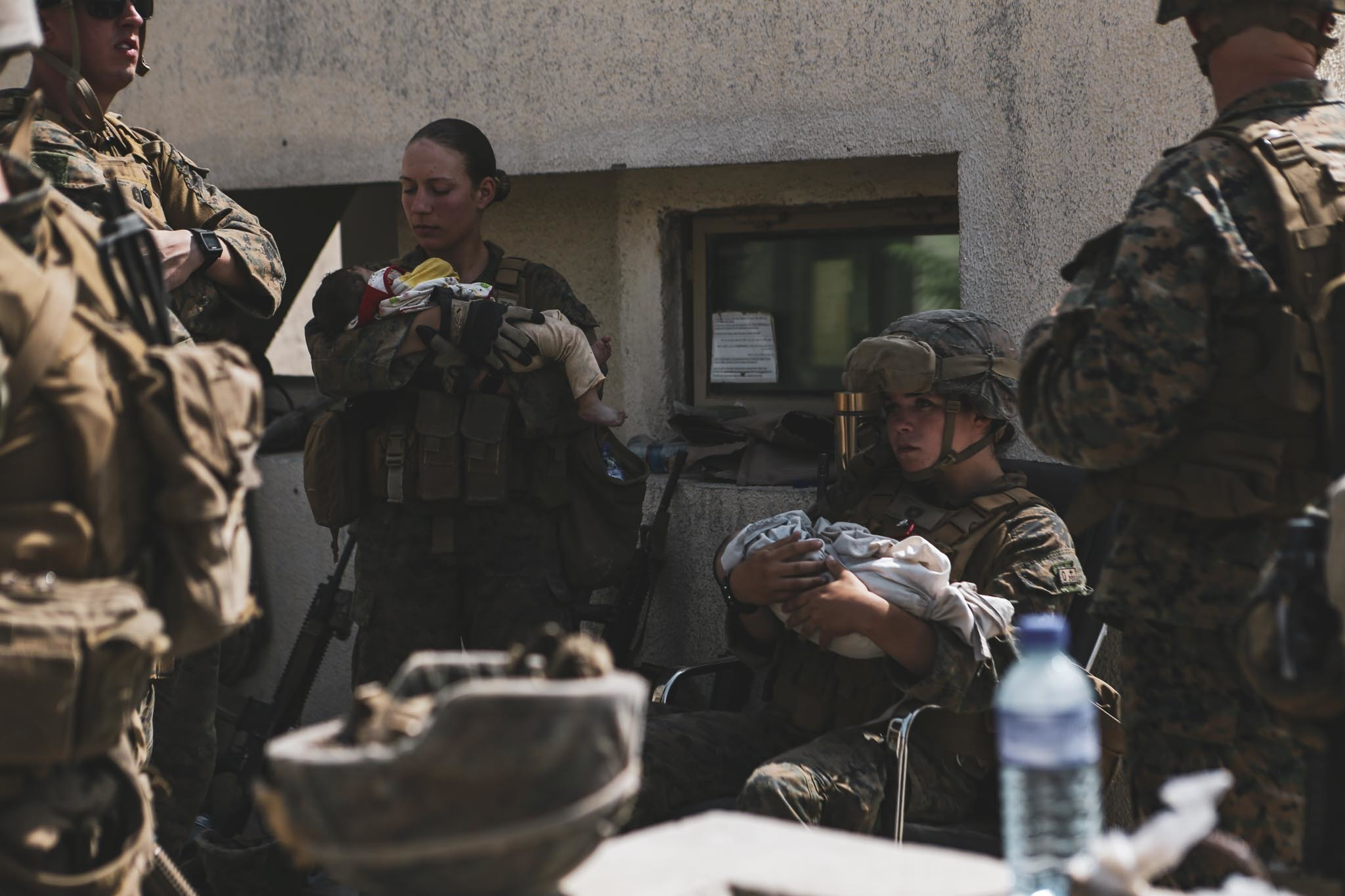
Egy amerikai katona (balra, gyermekkel a karjaiban), az elhunyt 13 amerikai egyike, hat nappal a támadás előtt.

Legalább 170-en meghaltak a támadás közben, amely között volt legalább 62 afgán civil, 13 amerikai katona és 3 brit állampolgár. Legalább 200-an megsérültek, 18 amerikai katonát és tálibokat beleértve. Az amerikai katonák voltak az első amerikai áldozatok 2020 februárja óta az országban. 2011 óta ebben a támadásban halt meg a legtöbb amerikai katona.

## Felelősség
A támadásért az Iraki és Levantei Iszlám Állam Koraszán tartományban  (angol rövidítéssel ISIL vagy ISIS) vállalt felelősséget, megnevezve a merénylőt.
Az ISIS-K-nek közeli kapcsolata van a Hakkáni-hálózattal, amelynek köze van a tálibokkal. Ennek ellenére az ISIS-K és a tálibok ellenségek és hosszú, halálos háborúzásban állnak egymással. A Hakkáni-hálózat jelenlegi vezetője, Hálil Hakkáni a kabuli biztonsági rendszer vezetője. Augusztus 15-én több ISIS-K-tagot is kiengedtek börtönökből országszerte.

## Amerikai dróntámadások
2021. augusztus 27-én az Egyesült Államok felrobbantott egy járművet, amelyben három ISIL-KP-tag utazott, Nangarár tartományban. Ketten meghaltak, akikről John Kirby azt mondta, hogy "magas ragú ISIS-célpontok voltak" és "a támadás tervezői és kivitelezői." A harmadik férfi sebesülésekkel, de túlélte a támadást.
Augusztus 29-én véghezvittek egy második légitámadást egy ISIL-KP-tagot szállító jármű ellen, Kabulban. A célpont egy öngyilkos merénylő volt, aki valószínűleg a reptérre tartott, egy újabb támadás kivitelezésére. Ugyanezen a napon voltak hírek egy rakétatámadásról egy civil ház ellen, amelyben elhunyt egy gyerek. Nem lehet biztosan tudni, hogy a két támadás összefüggött-e.